# Lançamento ao mar

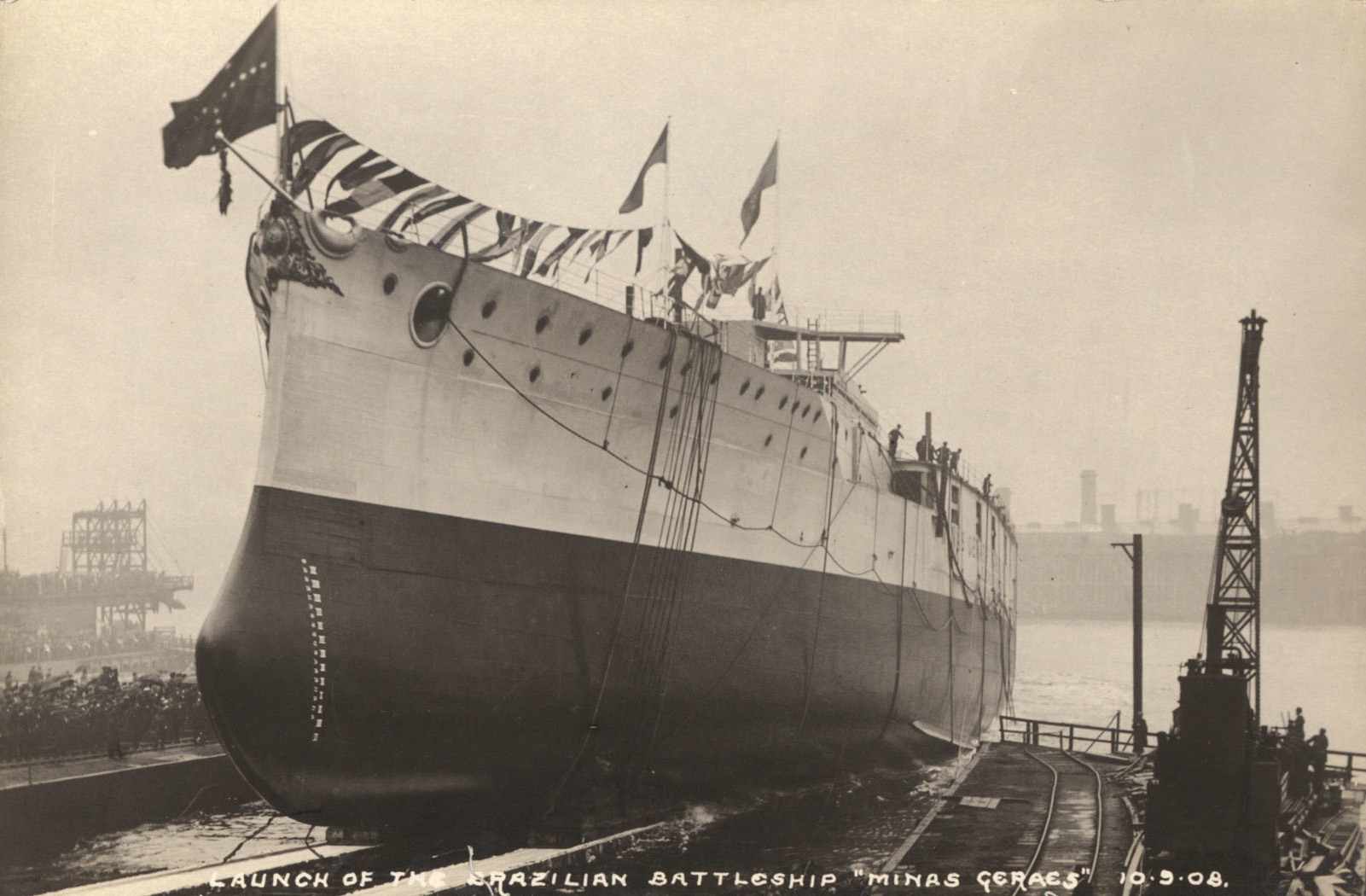
Lançamento ao mar do couraçado brasileiro Minas Geraes, 10 de setembro de 1908

Lançamento ao mar é a cerimônia naval onde um navio com casco pronto é "lançado ao mar", recebendo o navio, nessa ocasião, seu nome oficial. O lançamento é o momento crítico para qualquer embarcação. A ação necessita de cautela e preparo, exigindo muitos cálculos prévios para que não ocorra um lançamento prematuro e a embarcação tenha de voltar ao estágio da construção. Em geral, a cerimônia de lançamento ao mar é uma ocasião festiva e cheia de simbolismos, de acordo com as tradições navais do país construtor.

## Métodos

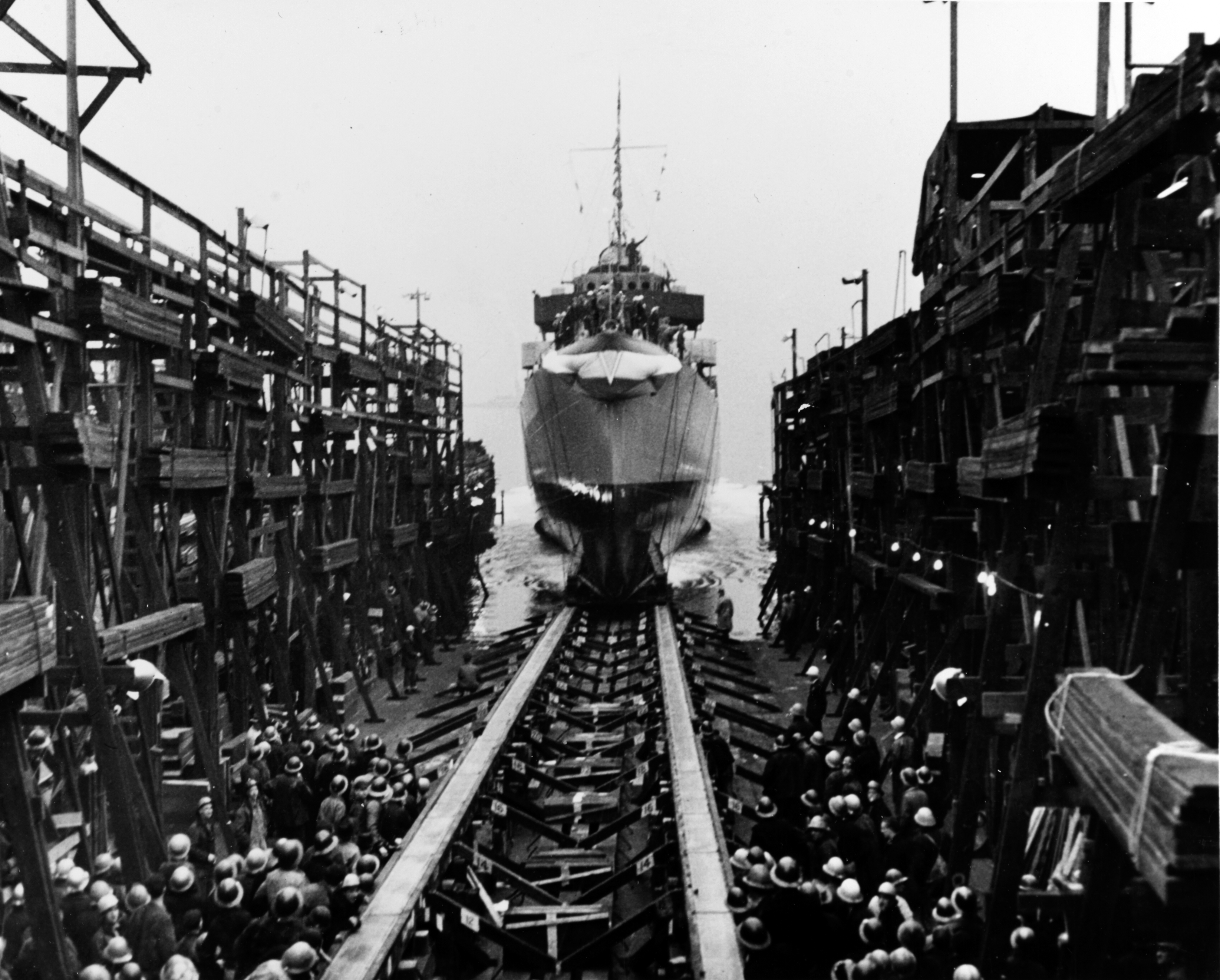
Contratorpedeiro USS Johnston (DD-557) deslizando na água pela popa durante seu lançamento do estaleiro Seattle-Tacoma Shipbuilding Corporation em 25 de março de 1943

Existem três métodos principais para lançar um navio:

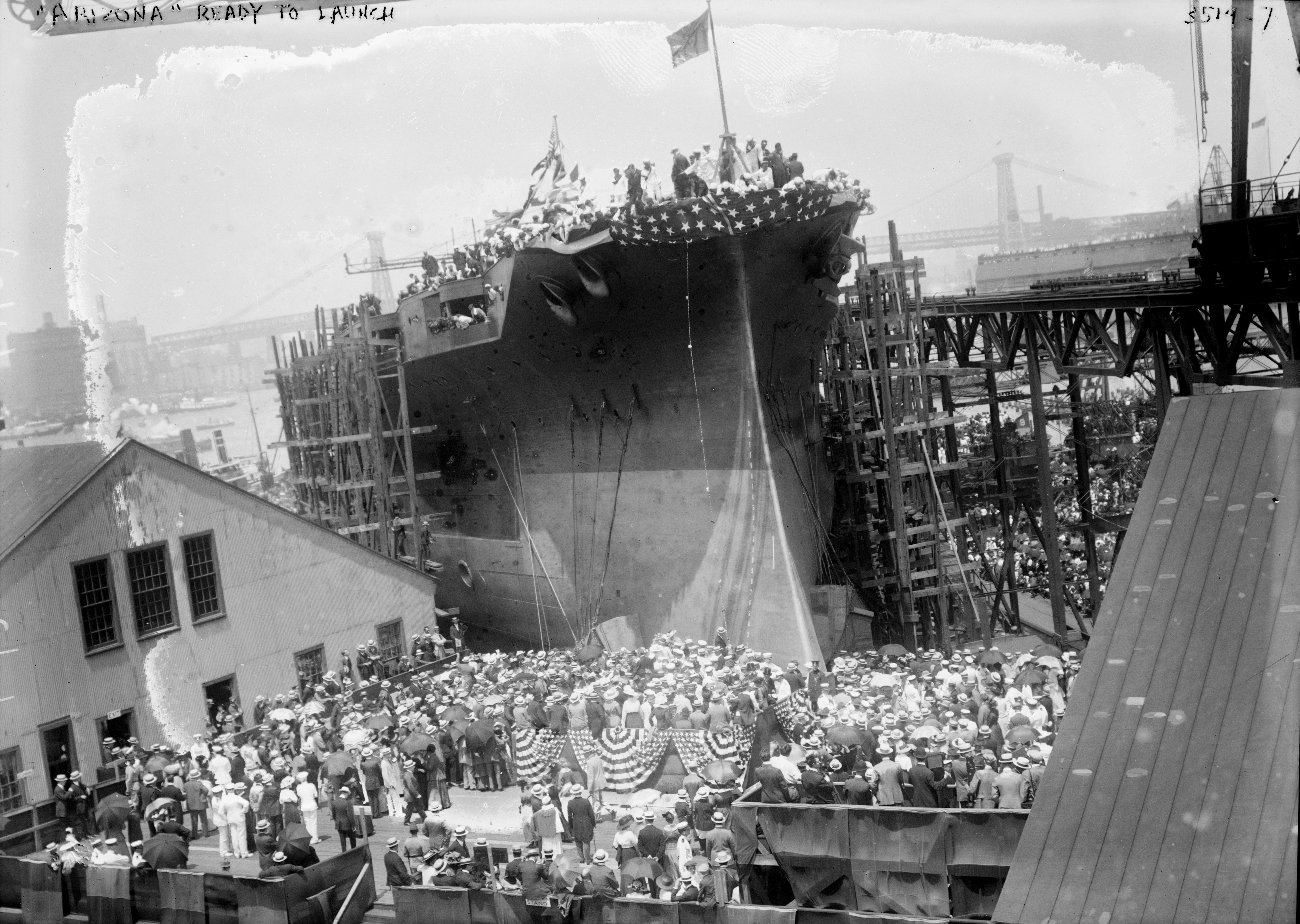
Stern-primeiro lançamento do encouraçado em 1915 no Brooklyn Navy Yard

- O primeiro, o mais tradicional, consiste em fazer o navio deslizar pela rampa sobre a qual foi construído, entrando na água pela popa até ficar flutuando.
- Um segundo método, chamado de lançamento lateral, é usado jogando o navio de lado na água e é usado principalmente em lagos e rios, e foi introduzido no século XIX e amplamente utilizado durante a Segunda Guerra Mundial.
- O terceiro método é chamado de flutuante, e é usado quando o navio é construído em uma doca seca, permitindo a entrada de água após a conclusão do navio.

## Lançamento

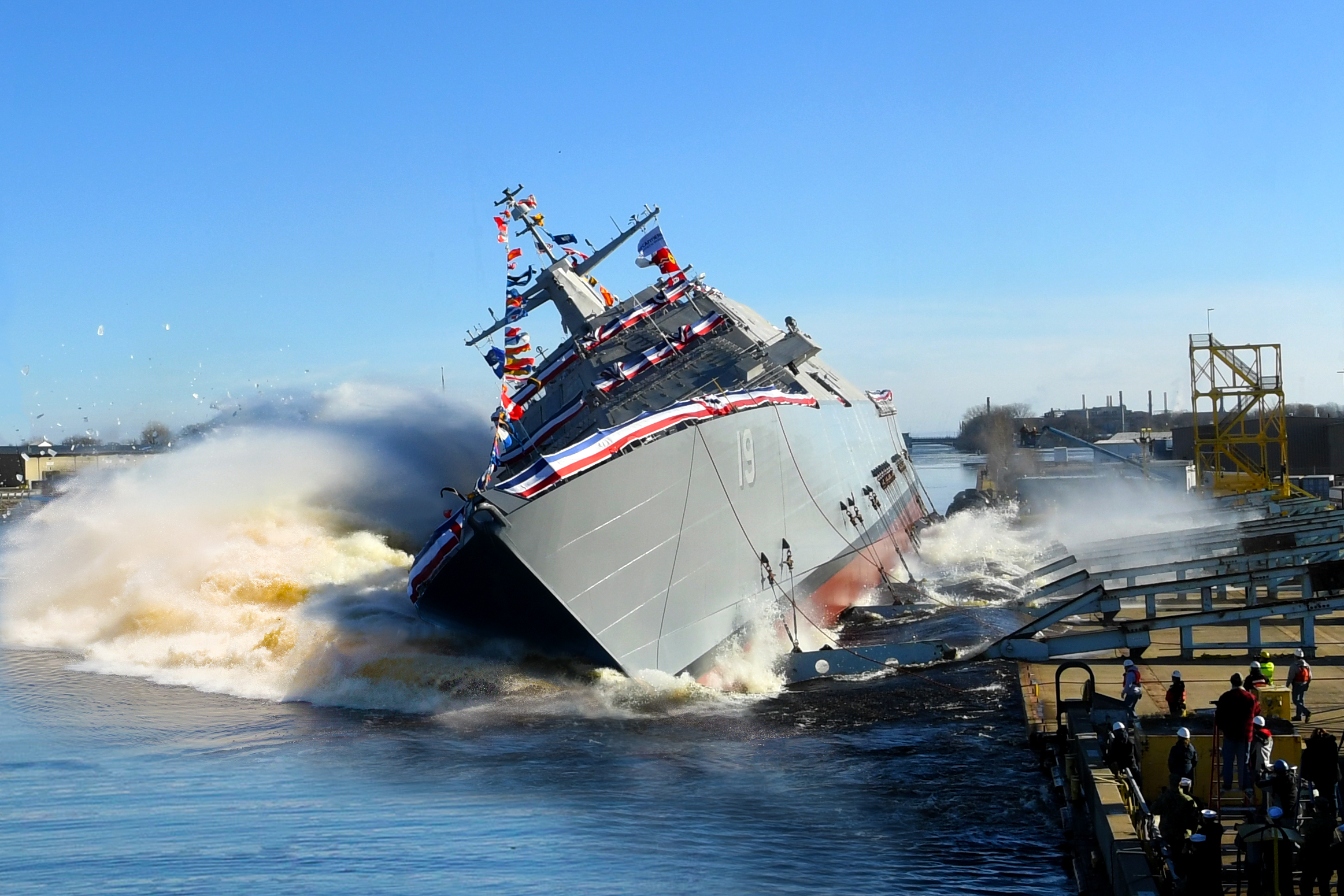
Lançamento lateral do navio de combate costeiro USS St. Louis (LCS-19) em 2018

O procedimento antigo mais difundido e utilizado até pouco tempo atrás, era o da base de amarração, através da qual o navio deslizava, em virtude da gravidade, após um impulso inicial pelo qual era posto em movimento uma vez vencida a inércia. A operação de lançamento consistia originalmente no uso do esforço animal com o auxílio de alavancas e apetrechos, fazendo a quilha deslizar sobre rolos molhados ou engordurados e assentar em terreno firme com bastante inclinação para a água.
Barcos também podiam ser dispostos sobre um dispositivo móvel, "berço", que adaptado e convenientemente fixado ao fundo do casco o conduz até a água ao deslizar sobre a base, esta constituída por um piso formado por longarinas apoiadas sobre estande e em sua direção longitudinal.

## Física do lançamento
O navio é um corpo pesado que gravita sobre um plano mais ou menos largo e com maior ou menor inclinação em relação à horizontal.
Se P é o peso do navio que é lançado com seu berço, α o ângulo formado pela trajetória ou trajetórias de deslizamento e μ (mu) o coeficiente de atrito entre as superfícies dos corpos em contato, o peso P dá origem a dois componentes: uma, Ga, paralela ao plano dos cursores, cujo valor é P sen α, e outra, Gb, normal ao referido plano, cujo valor é P cos α. A primeira tende a deslizar o barco em sua direção e a segunda produz a força de atrito μ P cos α na direção oposta à anterior.